# 伏闍雄
伏阇雄（？—692年），姓尉迟（又译伏阇），7世纪于阗国王。
唐朝上元元年（674年）十二月十三，伏阇雄亲自率子弟酋领七十人来长安向唐朝政府朝贡。因他击吐蕃有功，次年正月廿一，唐高宗以于阗国为毘沙都督府，划为十州，授伏阇雄为都督。垂拱三年（687年），伏阇雄又来入朝贡。天授三年（692年）腊月，伏阇雄卒，武则天封其子尉迟璥为于阗国王。